# Massebá

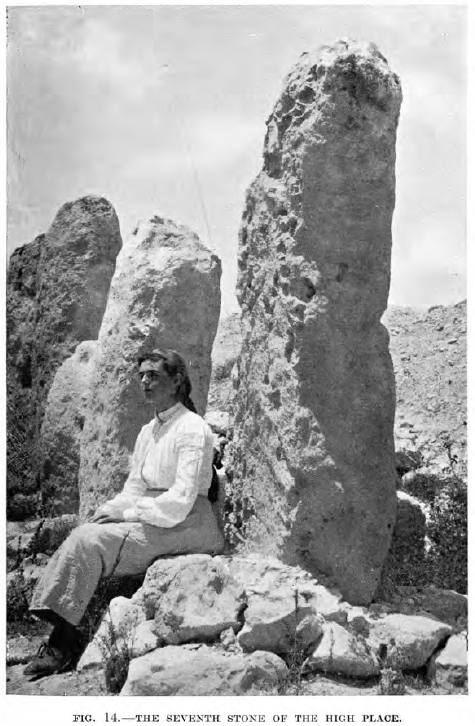
R. A. Stewart Macalister encontró un círculo de diez o más massebás en sus excavaciones en Gézer.

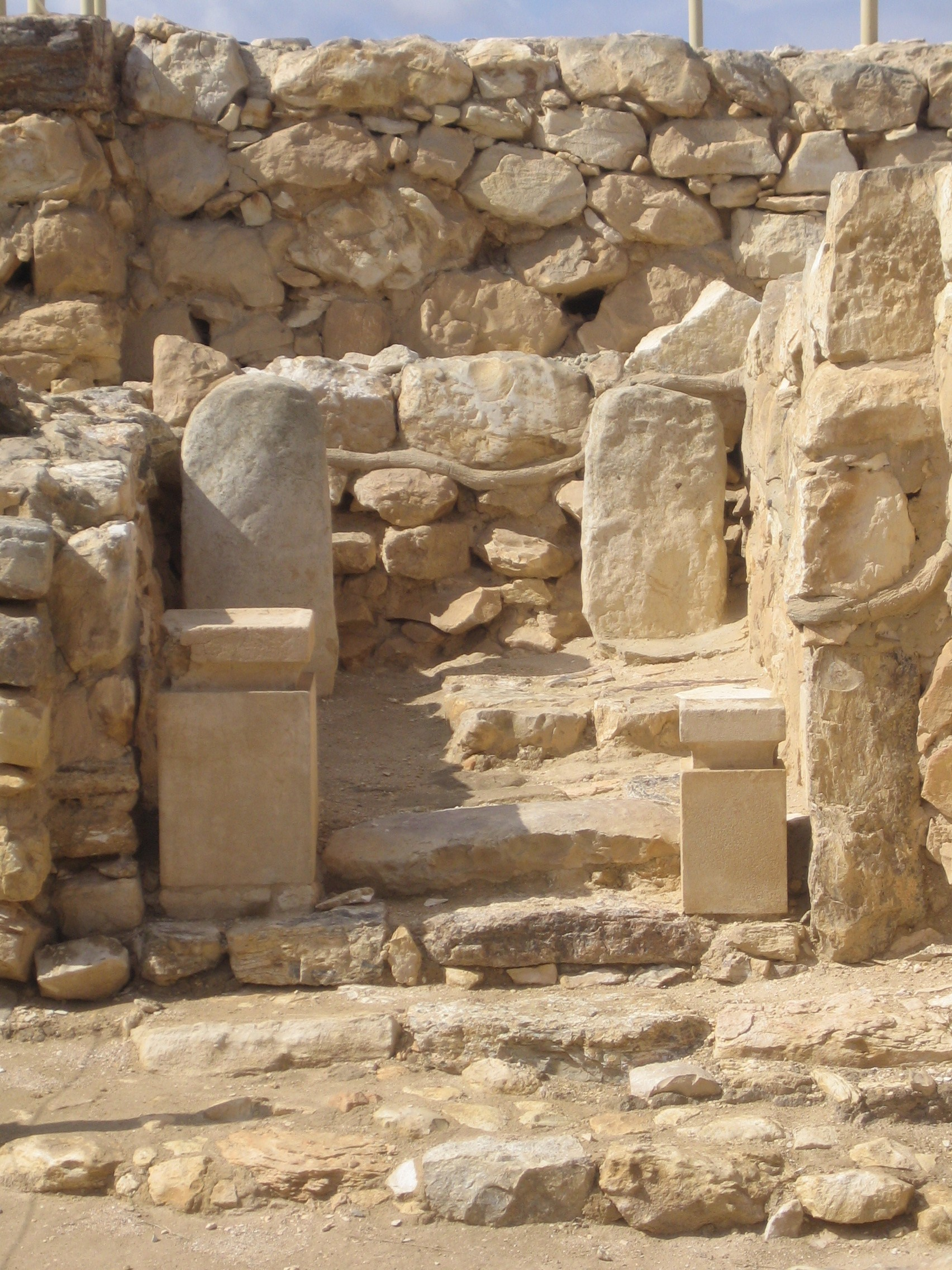
Sanctasanctórum en el templo de YHWH de Tel Arad con massebás.

Una massebá es un término semita por el que se designaba a las piedras o estelas erigidas en un lugar santo, con motivo de una revelación divina.
Es utilizado en la Biblia hebrea para los pilares sagrados, un tipo de piedra sujeta de pie. El término ha sido adoptado por los arqueólogos para los israelitas y los contextos relacionados, como los cananeos y los nabateos. Las massebás también pueden marcar tumbas.

## Etimología y traducciones
La palabra en hebreo מַצֵּבָה es matzevah, maṣṣēḇā que deriva de una raíz que significa "estar de pie", lo que condujo al significado de "pilar".
Sin embargo, en la transcripción, son posibles muchas grafías. Se traduce como "marca de piedra" en la Biblia revisada de Lutero; en la Biblia de Zúrich permanece generalmente sin traducir. En la antigua traducción griega (Septuaginta), la massebá se traduce casi siempre como στήλη: "estela".

## Lápidas
Existen varios ejemplos bíblicos: 
- Lápida sobre la tumba de Raquel en el camino de Belén.[4]
- Lápida para Absalón sin hijos, erigida por él mismo.[5] (2 Sam 18:18 LUT).

## La piedra como símbolo de culto
La forma israelita del culto a las piedras está reflejado en las fuentes escritas.
La narración de la Escalera de Jacob (Génesis 28:10–22) es la etiología de Bethel, el santuario central del Imperio norte de Israel. En un sueño, Jacob se entera de que hay una conexión entre el cielo y la tierra exactamente donde se acostó para dormir. Sin saberlo, puso su campamento nocturno en un lugar sagrado. Jacob reacciona en consecuencia y pone la piedra (aparentemente pequeña) en la que su cabeza descansó. Al ungirla con aceite, separa la piedra del ámbito profano y la dedica a la divinidad.
En el contexto de la historia de Jacob, el significado cultual de la piedra se ha desvanecido. Para el narrador, la piedra es un recordatorio de la fidelidad de Dios. En épocas anteriores, la massebá era el centro del santuario de Bethel; representaba a YHWH (o El). No se sabe nada de su tamaño ni de su posición en el santuario. Sin embargo, tenía un paralelo en el santuario de YHWH en Tel Arad: "En el templo de la Edad del Hierro de Arad, se encontraron una o más massebás en el Sanctasanctórum. Aquí la ubicación sugiere que las piedras tenían la función de una imagen de Dios".
Los bajorrelieves de Laquis también muestran que el culto preexílico a YHWH tenía massebás.
En enero de 2025 se ha publicado el descubrimiento de una estructura de lugar cultual al este de Jerusalén, perteneciente al reino de Judá durante la época del Primer Templo. Entre las ruinas de ocho cámaras se han encontrado un altar y una massebá en forma de piedra vertical.